# Bahnstrecke Morrinsville–Rotorua
| Strecke bei Tirau |                   |                                |                                |
| Streckenlänge: | 110 km            |                                |                                |
| Spurweite: | 1067 mm (Kapspur) |                                |                                |
| Maximale Neigung: | 29 ‰              |                                |                                |
| |                   |                                |                                |
| \| \| \| East Coast Main Trunk Railway \| \| \| \| \| von Hamilton \| \| \| \| 29,03 \| Morrinsville \| Morrinsville \| \| \| \| East Coast Main Trunk Railway \| \| \| \| \| nach Tauranga bis 1978 \| \| \| \| 38,04 \| Kiwitahi \| Kiwitahi \| \| \| 41,85 \| Kereone \| Kereone \| \| \| 47,58 \| Walton \| Walton \| \| \| 51,01 0,00 \| East Coast Main Trunk Railway \| East Coast Main Trunk Railway \| \| \| \| nach Tauranga seit 1978 \| \| \| \| 1,57 \| Waharoa \| Waharoa \| \| \| 7,60 \| Matamata \| Matamata \| \| \| 15,51 \| Hinuera \| Hinuera \| \| \| 22,83 \| Okoroire \| Okoroire \| \| \| 26,53 \| Tirau \| Tirau \| \| \| 32,32 \| Taumangi \| Taumangi \| \| \| 36,02 \| Putāruru \| Putāruru \| \| \| 36,63 0,00 \| \| \| \| \| 44,24 \| Lichfield \| Lichfield \| \| \| \| Anschluss Fonterra \| \| \| \| 57,13 \| Tokoroa \| Tokoroa \| \| \| \| Anschluss Amisfield \| \| \| \| \| Anschluss Kinleith Mill \| \| \| \| 65,00 \| Kinleith \| Kinleith \| \| \| \| \| \| \| \| 3,34 \| Pinedale \| Pinedale \| \| \| 7,02 \| Selwyns \| Selwyns \| \| \| 9,53 \| Barthelomews \| Barthelomews \| \| \| 11,80 \| Ngatira \| Ngatira \| \| \| 22,38 \| Arahiwi \| Arahiwi \| \| \| 28,88 \| Mamaku \| Mamaku \| \| \| \| touristischer Draisinenverkehr \| \| \| \| 36,71 \| Tarukenga \| Tarukenga \| \| \| 42,51 \| Ngongotaha (Eisenbahnmuseum) \| Ngongotaha (Eisenbahnmuseum) \| \| \| \| Rainbow Springs \| \| \| \| 48,19 \| Rotorua-Koutu Güterbahnhof \| Rotorua-Koutu Güterbahnhof \| \| \| 50,50 \| Rotorua \| Rotorua \| \| \| \| \| \| \| Quellen: [1] \| \| \| \| |                   |                                |                                |
| Strecke |                   | East Coast Main Trunk Railway  | East Coast Main Trunk Railway  |
| Strecke |                   | von Hamilton                   | von Hamilton                   |
| Dienststation / Betriebs- oder Güterbahnhof | 29,03             | Morrinsville                   | Morrinsville                   |
| Abzweig geradeaus und ehemals nach links |                   | East Coast Main Trunk Railway  | East Coast Main Trunk Railway  |
| Strecke |                   | nach Tauranga bis 1978         | nach Tauranga bis 1978         |
| ehemaliger Bahnhof | 38,04             | Kiwitahi                       | Kiwitahi                       |
| Dienststation / Betriebs- oder Güterbahnhof | 41,85             | Kereone                        | Kereone                        |
| ehemaliger Bahnhof | 47,58             | Walton                         | Walton                         |
| Abzweig geradeaus, nach links und von links | 51,01 0,00        | East Coast Main Trunk Railway  | East Coast Main Trunk Railway  |
| Strecke |                   | nach Tauranga seit 1978        | nach Tauranga seit 1978        |
| Dienststation / Betriebs- oder Güterbahnhof | 1,57              | Waharoa                        | Waharoa                        |
| ehemaliger Bahnhof | 7,60              | Matamata                       | Matamata                       |
| Dienststation / Betriebs- oder Güterbahnhof | 15,51             | Hinuera                        | Hinuera                        |
| ehemaliger Bahnhof | 22,83             | Okoroire                       | Okoroire                       |
| ehemaliger Bahnhof | 26,53             | Tirau                          | Tirau                          |
| ehemaliger Bahnhof | 32,32             | Taumangi                       | Taumangi                       |
| Dienststation / Betriebs- oder Güterbahnhof | 36,02             | Putāruru                       | Putāruru                       |
| Abzweig geradeaus und ehemals nach links · Strecke von rechts (außer Betrieb) | 36,63 0,00        |                                |                                |
| ehemaliger Bahnhof · Strecke (außer Betrieb) | 44,24             | Lichfield                      | Lichfield                      |
| Abzweig geradeaus und nach rechts · Strecke (außer Betrieb) |                   | Anschluss Fonterra             | Anschluss Fonterra             |
| Dienststation / Betriebs- oder Güterbahnhof · Strecke (außer Betrieb) | 57,13             | Tokoroa                        | Tokoroa                        |
| Blockstelle · Strecke (außer Betrieb) |                   | Anschluss Amisfield            | Anschluss Amisfield            |
| Abzweig geradeaus und von rechts · Strecke (außer Betrieb) |                   | Anschluss Kinleith Mill        | Anschluss Kinleith Mill        |
| Betriebs-/Güterbahnhof Streckenende · Strecke (außer Betrieb) | 65,00             | Kinleith                       | Kinleith                       |
| Strecke von links (außer Betrieb) · Strecke nach rechts (außer Betrieb) |                   |                                |                                |
| Bahnhof (Strecke außer Betrieb) | 3,34              | Pinedale                       | Pinedale                       |
| Bahnhof (Strecke außer Betrieb) | 7,02              | Selwyns                        | Selwyns                        |
| Bahnhof (Strecke außer Betrieb) | 9,53              | Barthelomews                   | Barthelomews                   |
| Bahnhof (Strecke außer Betrieb) | 11,80             | Ngatira                        | Ngatira                        |
| Bahnhof (Strecke außer Betrieb) | 22,38             | Arahiwi                        | Arahiwi                        |
| Kopfbahnhof Strecke bis hier außer Betrieb | 28,88             | Mamaku                         | Mamaku                         |
| Strecke |                   | touristischer Draisinenverkehr | touristischer Draisinenverkehr |
| Kopfbahnhof Strecke ab hier außer Betrieb | 36,71             | Tarukenga                      | Tarukenga                      |
| Bahnhof (Strecke außer Betrieb) | 42,51             | Ngongotaha (Eisenbahnmuseum)   | Ngongotaha (Eisenbahnmuseum)   |
| Bahnhof (Strecke außer Betrieb) |                   | Rainbow Springs                | Rainbow Springs                |
| Bahnhof (Strecke außer Betrieb) | 48,19             | Rotorua-Koutu Güterbahnhof     | Rotorua-Koutu Güterbahnhof     |
| Kopfbahnhof Streckenende (Strecke außer Betrieb) | 50,50             | Rotorua                        | Rotorua                        |
| |                   |                                |                                |
| Quellen: |                   |                                |                                |

Die Bahnstrecke Morrinsville–Rotorua ist eine eingleisige, nicht elektrifizierte Bahnstrecke auf der Nordinsel von Neuseeland und schließt Rotorua an das Schienennetz der Insel an, ist aber seit 2002 im Endabschnitt ohne planmäßigen Verkehr. Die Strecke in ihrer ursprünglichen Form war eine Hauptstrecke.

## Geografische Lage
Die Strecke verläuft in den Regionen Waikato und Bay of Plenty. In Morrinsville schloss sie ursprünglich an die East Coast Main Trunk Railway an, die Auckland mit Tauranga verbindet. Als diese mit dem Kaimai Tunnel durch die Kaimai Range 1978 abgekürzt wurde, änderte die NZR zugleich die Streckeneinteilung: Der nördliche Abschnitt der Bahnstrecke Morrinsville–Rotorua wurde der neu trassierten East Coast Main Trunk Railway zugeschlagen, der mittlere Teil der Nebenbahn nach Kinleith zugeordnet und der südöstliche Teil der Strecke zur „Nebenbahn Rotoroa“ umgewidmet. Die ursprünglich durchgehende Kilometrierung der Strecke wurde durch eine neue Kilometrierung in allen drei Abschnitten ersetzt.

## Bau

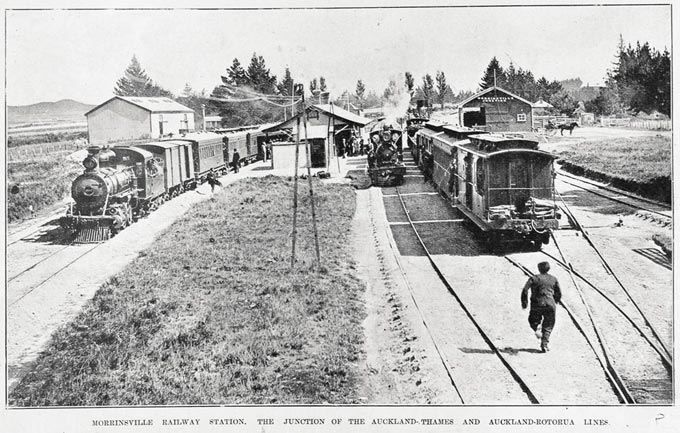
Abzweigbahnhof Morrinsville, 1902

Der Bau der Strecke wurde von der privatrechtlich organisierten Thames Valley and Rotorua Railway Company begonnen. Die Gesellschaft plante die Strecke aufgrund des District Railways Act 1877. Nachdem die East Coast Main Trunk Railway Morrinsville erreicht und zum 1. Oktober 1884 den Betrieb nach dort aufgenommen hatte, schloss die Thames Valley and Rotorua Railway Company hier eine Strecke nach Süden an, die auf Rotorua zielte. Mit ihrem Streckenbau erreichte die Gesellschaft Lichfield. Der Abschnitt Morrinsville–Tirau (damals: Oxford) wurde am 8. März 1886 eröffnet. Der Staat übernahm die Gesellschaft am 8. März 1886 und das Staatsbauamt (Public Works Department) den Betrieb. Der Abschnitt nach Lichfield auf der heutigen Strecke der Kinleith Branch wurde am 21. Juni 1886 eröffnet, wenige Tage nach dem Ausbruchs des Mount Tarawera.
Die Staatsbahn verfolgte weiter das Ziel, mit der Strecke Rotorua zu erreichen, setzte dazu jedoch entgegen der ursprünglichen Planung der Thames Valley and Rotorua Railway Company den Bau nicht in Lichfield fort, sondern zweigte dazu im Bahnhof Putāruru von der Bestandsstrecke ab. Der Abschnitt bis Tarukenga wurde am 24. November 1893 der nach Rotorua am 8. Dezember 1894 eröffnet.

## Projekte
Die Strecke sollte von Rotorua nach Gisborne verlängert werden, um den äußersten Osten der Insel mit Auckland zu verbinden. Dies sah das Eisenbahngesetz von 1904 (Railways Authorisation Act, 1904) vor. Jenseit von Rotorua wurde die Strecke aber nie weiter gebaut. Am anderen Ende wurde die Strecke von Gisborne 80 km weit nach Westen vorangetrieben, wo das Projekt stecken blieb.
Ein weiteres Projekt war die Verlängerung der Strecke bis Taupō. Vor allem die Forstwirtschaft drängte darauf. 1928 wurde mit dem Bau begonnen, der jedoch wegen der Weltwirtschaftskrise 1929 abgebrochen und nie wieder aufgenommen wurde.
1968 kündigte die Neuseeländische Eisenbahn (NZR) den Bau einer Strecke zwischen Rotorua und dem Bahnhof Paengaroa an der East Coast Main Trunk Railway an. Eine Verlängerung nach Taupo wurde von der NZR ebenfalls „als sehr attraktiv“ bewertet. Dieser Vorschlag ergab sich aus den Empfehlungen eines Berichts der Untersuchungskommission aus dem Jahr 1963, in dem ein „verbesserter Zugang auf dem Landweg zum Hafen von Tauranga und zur Bay of Plenty“ empfohlen wurde. Die Ressourcen wurden dann aber weitgehend von den Arbeiten am Kaimai-Tunnel und dessen Zufahrten resorbiert, die Maßnahmen waren auch lokalpolitisch umstritten. Aus den Projekten wurde nichts. Sie wurden 1973 aufgegeben.

## Weitere Entwicklung

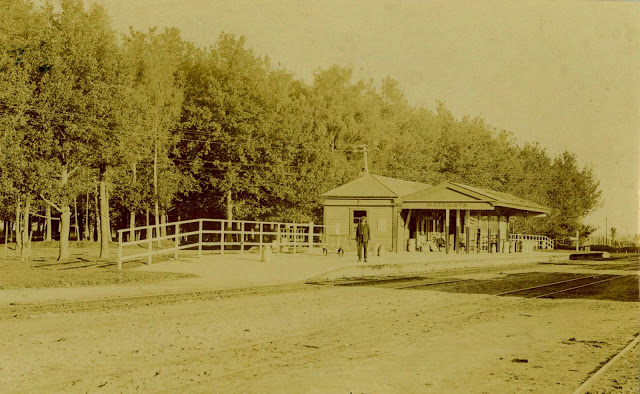
Bahnhof von Matamata, 1919

Mit der Eröffnung des Kaimai-Tunnels 1978 wurde der Streckenabschnitt zwischen Morrinsville und Waharoa Teil der East Coast Main Trunk Line, der Abschnitt zwischen Waharoa und Putāruru wurde mit der Nebenstrecke von Putāruru nach Kinleith zur Kinleith Branch Line zusammengefasst und der Abschnitt zwischen Putāruru und Rotorua zur Rotorua Branch Line.
1989 wurde der Personenbahnhof von Rotorua aufgegeben, die letzten 2 km der Strecke abgebaut und das Streckenende zum Güterbahnhof Koutu an den Stadtrand von Rotorua verlegt. Als der Personenverkehr 1991 wieder aufgenommen wurde, endete die Personenzüge so zunächst auf dem Güterbahnhof bis 1995 ein kleiner provisorischer Personenbahnhof vom Second Chance Train Trust eröffnet wurde. Das war als vorübergehend gedacht, bis die Strecke wieder zu einem neuen Personenbahnhof in der Innenstadt würde verlegt werden können, der vom Second Chance Train Trust und der Stadtverwaltung von Rotorua angestrebt wurde. Der neue Bahnhof wurde nie gebaut.
Nach der erneuten Einstellung des planmäßigen Personenverkehrs 2001 und der Aufgabe des Güterverkehrs ein Jahr später verfiel die Strecke, Erdrutsche und überwuchernde Vegetation machten sie abschnittsweise unbefahrbar. 2012 wurde für ein Straßenprojekt auch die Anbindung des Bahnhofs Rotorua-Koutu abgeschnitten, der nun auch nicht mehr angefahren werden kann.

## Personenverkehr

### Erste Phase (1894–1968)

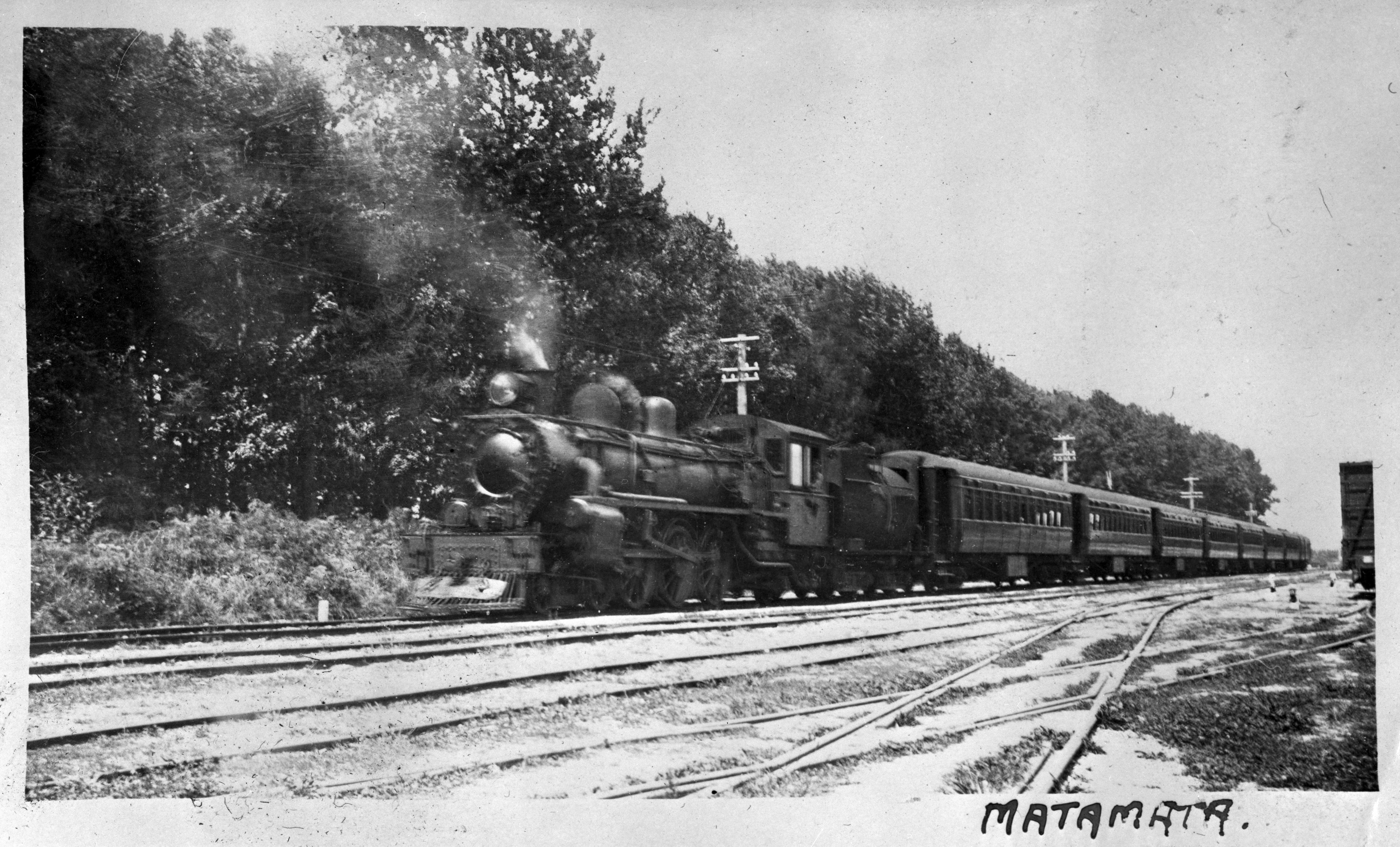
Schnellzug bei Matamata, ca. 1930

Auf der Strecke verkehrten nacheinander zwei Züge mit namentlicher Bezeichnung: Der Rotorua Express fuhr ab 1894, als die Strecke in voller Länge in Betrieb ging. 1930 wurde er in Rotorua Limited umbenannt – damals der prestigeträchtigste Zug Neuseelands. Später verkehrte der Rotorua Express, dessen Fahrplan mehr Halte aufwies. 1959 wurde der lokomotivbespannte Zug durch Dieseltriebwagen der Baureihe RM mit 88 Sitzplätzen ersetzt. Als diese 1968 zu störanfällig und unzuverlässig wurden, stellte die Bahn den Personenverkehr auf der Strecke komplett ein.
Ab 1913 fuhren im Lokalverkehr zwischen Morrinsville und Putāruru Triebwagen.

### Zweite Phase (1991–2001)

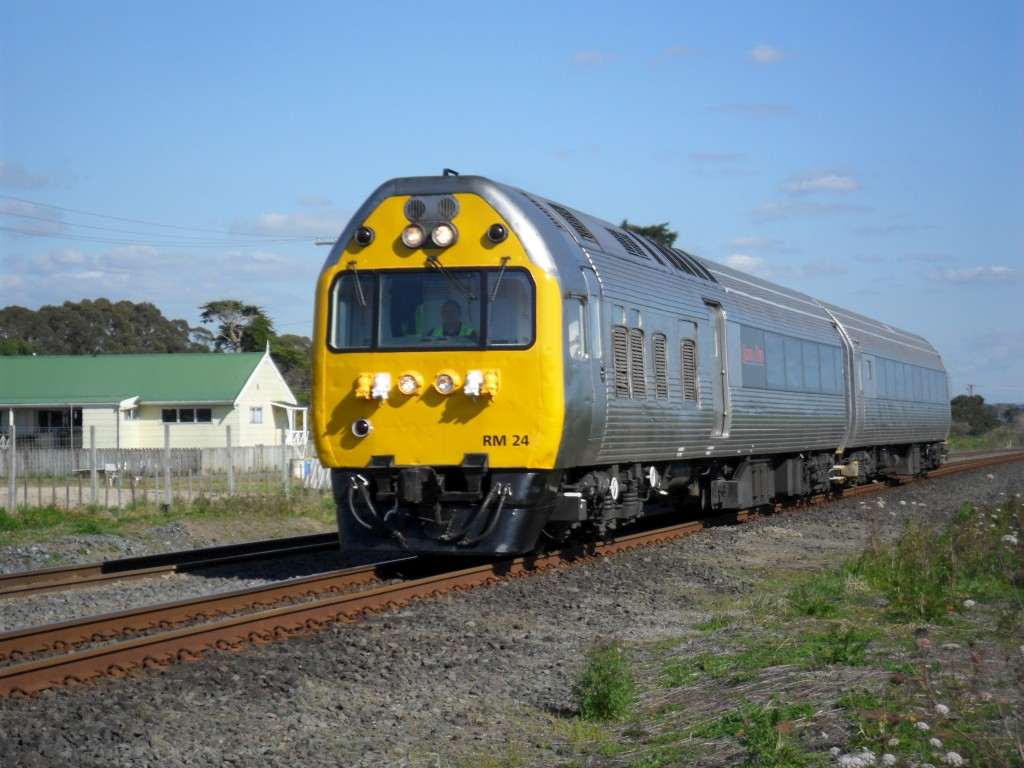
Silver Fern-Triebwagen (Baureihe RM24)

Zum 9. Dezember 1991 wurde der Personenverkehr zwischen Auckland und Rotorua auf der Strecke wieder aufgenommen. Die Züge verkehrten zunächst zweimal täglich unter dem Namen Geyserland Express. Sie fuhren bis Morrinsville zusammengekuppelt mit dem Kaimai Express, der von Auckland nach Tauranga verkehrte. Zielgruppe waren in erster Linie Touristen. Verwendet wurden dafür die alten Silver Fern-Triebwagen (Baureihe RM24). 1995 verkehrte der Geyserland Express nur noch einmal täglich, nur freitags und sonntags gab es zwei Fahrten. Ab 1996 gab es täglich nur noch eine Fahrt. Zum 7. Oktober 2001 wurde die Verbindung eingestellt, da sie als zu unwirtschaftlich bewertet wurde.

### Dritter Versuch (seit 2009)

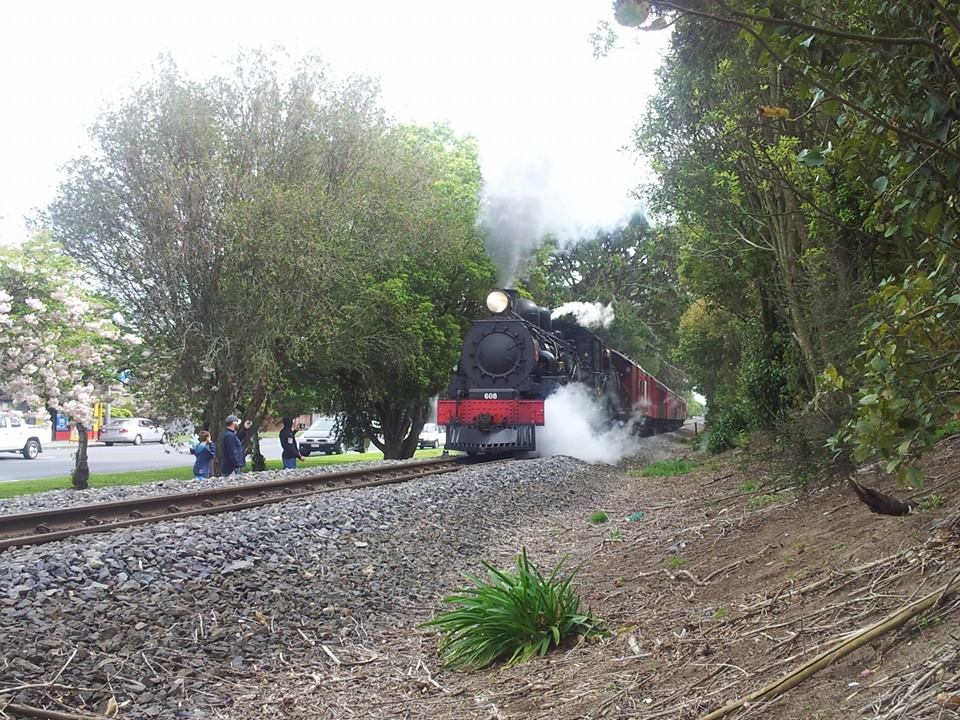
Dampfsonderzug bei Matamata

2009 wurden die Kosten dafür, die Strecke wieder in einen befahrbaren Zustand zu versetzen, mit 8,3 Mio. NZ$ veranschlagt.
Im Dezember 2009 verpachtete KiwiRail die Rotorua Branch (Putāruru–Koutu) an den Rotorua Ngongotaha Rail Trust, der Pläne erstellte, die Strecke dem Tourismus zu erschließen. Der Trust hat einen Teil der Strecke wiederhergerichtet und zunächst Gespräche mit dem Bezirksrat von Rotorua geführt. Der Trust strebt an, die Strecke für den Güter- und Personenverkehr wieder zu öffnen, und insbesondere für die Betreiber von Museumszügen aus ganz Neuseeland attraktiv zu werden.
Der in Mamaku ansässige Tourismusanbieter Rail Riders hat eine Lizenz als Eisenbahnverkehrsunternehmen erhalten. In Zusammenarbeit mit KiwiRail und dem Rotorua Ngongotaha Rail Trust betreibt das Unternehmen seit 2011 einen Draisinenverkehr zwischen Mamaku und Tarukenga, wobei eine spätere Verlängerung auf den Abschnitt zwischen Rotorua-Mamaku angestrebt wird.

## Güterverkehr
Der Güterverkehr auf der Strecke umfasste vornehmlich Holz und landwirtschaftliche Produkte, die von Rotorua aus an die Küste befördert wurden. Die Zuglasten waren durch eine Steigung von 29 ‰ westlich von Rotorua begrenzt. In Mamaku schloss ein weit verzweigtes Waldbahnnetz an, wo sich auch das größte Sägewerk des Bezirks befand. Jahrzehnte lang wurden Schafe und Rinder aus dem Gebiet südlich von Rotorua mit Ganzzügen zu den großen Schlachthöfen im Süden von Auckland gefahren. Seitdem hat sich der Tierbestand verringert und der Transport auf die Straße verlagert. In den späten 1990er Jahren ging der Verkehr auf der Strecke allmählich zurück. Die nächtliche Güterzugverbindung Bay Raider wurde im Jahr 2000 eingestellt.

## Nebenstrecke Putāruru–Kinleith

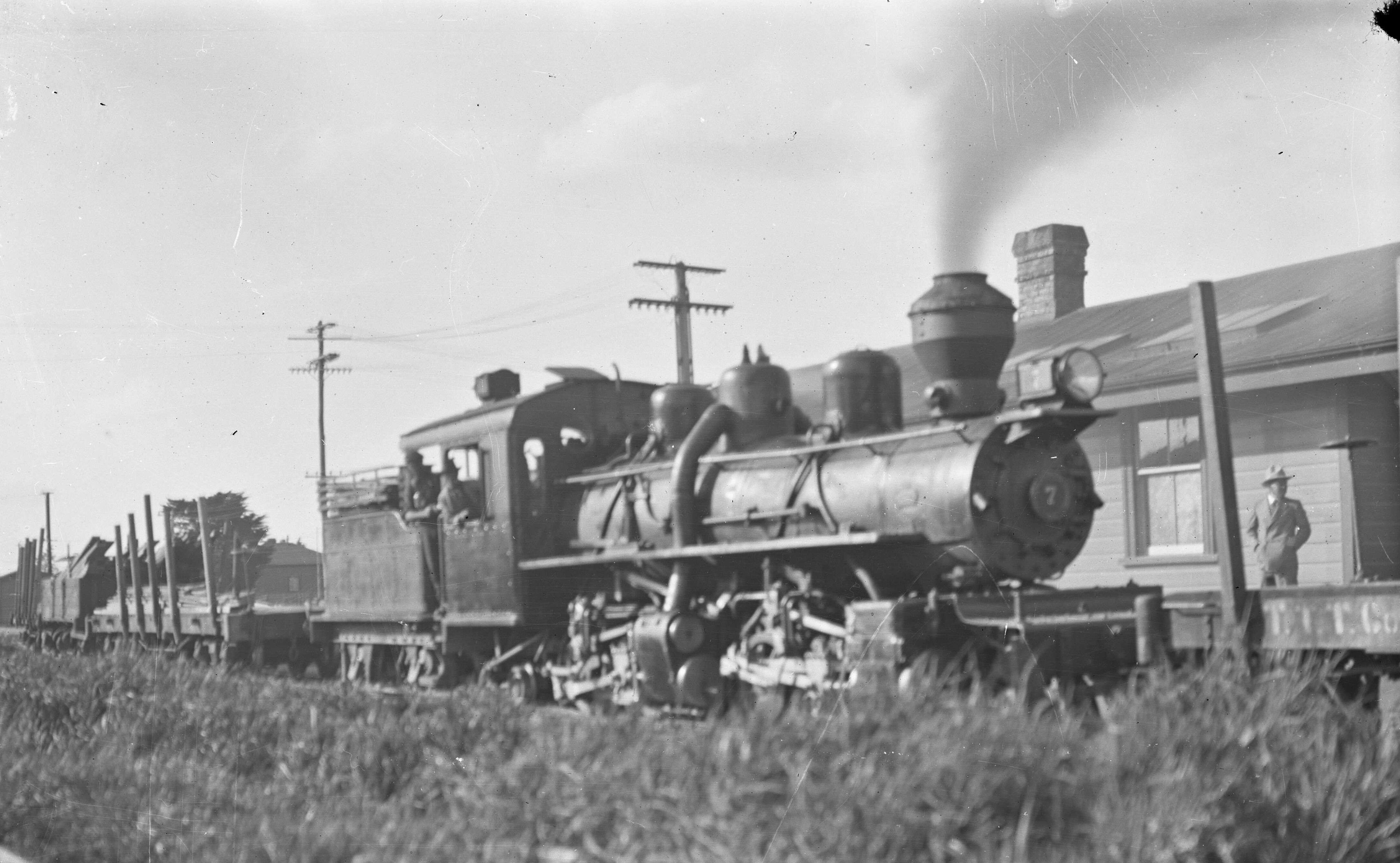
ALCO-Mallet-Lokomotive Nr. 7 der Taupo Totara Timber Company

Nachdem die Staatsbauverwaltung die Strecke der Thames Valley and Rotorua Railway Company von Morrinsville bis Lichfield 1886 übernommen hatte, entschied sie sich, die Strecke nach Rotorua von Putāruru aus voranzutreiben. Der 8 km lange Abschnitt zwischen Putāruru und Lichfield wurde 1897 von der inzwischen zuständigen NZR geschlossen.
Die Taupo Totara Timber Company (TTT Co.) nutzte dann die stillgelegte Trasse für ihre weit über Lichfield hinaus führende Waldbahn in südlicher Richtung.
Nachdem der wirtschaftlich verwertbare Baumbestand abgeholzt war, stellte die TTT Co. ihren Betrieb ein. Der Staat kaufte im September 1946 den 29 km langen Abschnitt zwischen Putāruru und Kinleith mit dem Ziel, ihn für eine Bahnstrecke nach Taupō zu nutzen. Der Streckenabschnitt wurde am 9. Juni 1947 in der Regie der Staatsbauverwaltung mit Fahrzeugen der TTT Co. wiedereröffnet. Die Staatsbauverwaltung baute die Strecke mit dem für normalen Eisenbahnbetrieb erforderlichen Oberbau aus und trassierte teilweise auch neu, wo zu enge Kurven und erhebliche Steigungen das erforderlich machten. Für den Ausbau wurde zunächst Material zweitverwendet, das im Verlauf einer alten, aufgegebenen Führung der Bahnstrecke Marton–New Plymouth abgebaut werden konnte, nachdem diese zwischen Turakina und Okoia neu trassiert worden war. Der Ausbau war am 19. November 1951 bis Tokoroa und am 6. Oktober 1952 bis Kinleith abgeschlossen. Hier blieb das Projekt stecken.
Auf der Strecke verkehren heute planmäßig ausschließlich Güterzüge. In der Regel sind es wochentags acht Zugpaare, am Wochenende weniger. Hauptkunde ist Kinleith Mill, eine große Zellulose- und Papierfabrik. Gelegentlich wird die Strecke im Personenverkehr mit Ausflugs- und Museumszügen befahren.